# Funk (Хор)
«Funk» (рус. Фанк) — двадцать первый эпизод американского музыкального телесериала «Хор», срежиссированный Элоди Кини и показанный телеканалом Fox 1 июня 2010 года. В эпизоде Джесси Сент-Джеймс возвращается в «Вокальный адреналин», а «Новые горизонты» решают сосредоточиться на музыке фанк, зная, что это слабое место их соперника, а Уилл Шустер пытается соблазнить Сью Сильвестр. В серии прозвучали кавер-версии шести песен, которые были выпущены в качестве синглов, доступных в сети, а также вошедших в альбом Glee: The Music, Volume 3 Showstoppers.

## Сюжет
Бывший член «Новых горизонтов» Джесси Сент-Джеймс (Джонатан Грофф) возвращается в свой прежний хор, «Вокальный адреналин», который является их соперником на региональном турнире. Они исполняют номер «Another One Bites the Dust», и «Новые горизонты», видя превосходство соперника, теряют интерес к продолжению репетиций. Уилл Шустер (Мэтью Моррисон) пытается «оживить» учеников, предлагая им новое недельное задание — исполнить композиции в стиле фанк. Куинн (Дианна Агрон) поёт «It’s a Man’s Man’s Man’s World», чтобы выразить чувства, испытываемые ею как незамужней матерью-подростком. Мерседес (Эмбер Райли) сочувствует Куинн, которая после того, как родители выселили её из дома, живёт у Пака, и предлагает ей переехать к ней; позже Мерседес, Пак (Марк Саллинг) и Финн (Кори Монтейт) исполняют композицию «Good Vibrations» группы Marky Mark and the Funky Bunch.
Уилл и Терри (Джессалин Гилсиг) окончательно разводятся. В попытке отвлечься и забыть о переживаниях, а также чтобы отомстить Сью Сильвестр (Джейн Линч) за постоянные унижения, Уилл делает вид, что влюбился в неё, и соблазняет её, исполнив номер «Tell Me Something Good», а также приглашает на свидание. Сью покидает пост тренера команды поддержки и отказывается участвовать в национальном конкурсе, что лишает девушек перспектив, например, стипендий в колледже. Уилл решает на время отказаться от мести и уговаривает Сью вернуться, чтобы не губить будущее девушек. Она возвращается и выигрывает национальные соревнования, после чего ставит Уиллу ультиматум: либо в репетиционном классе хора будет комната для её трофеев, либо он должен поцеловать её. Как только Уилл соглашается поцеловать её, Сью отказывается, решив, что всё-таки сделает из хорового класса комнату для своих наград.
Пак и Финн в отместку «Вокальному адреналину» решают поцарапать их автомобиль. Когда директор Фиггинс (Айкбал Теба) узнаёт об этом, он считает, что они должны быть исключены, однако руководитель «Вокального адреналина» Шелби Коркоран (Идина Мензель) решает не выдвигать обвинений, но настаивает, чтобы они возместили ущерб. Она предлагает вычесть ущерб из бюджета хора, однако Уилл говорит, что у хора нет денег. Пак и Финн соглашаются найти работу, и Шелби это устраивает. Они получают работу в магазине «Sheets-N-Things», где работает Терри, бывшая жена Уилла. Как выражение недовольства своей жизнью, Пак, Финн, Терри, работник Говард Бамбу (Кент Авендидо) и клиент Ренди Сайерсон (Стивен Тоболовски) поют песню «Loser». Терри начинает полагать, что Финн напоминает ей Уилла, и решает подружиться с ним и помочь с фанк-номером.
Джесси, который предварительно расстался с Рейчел (Лиа Мишель), делает вид, что соблазняет её на автостоянке, но вместо этого он и другие члены «Вокального адреналина» забрасывают её яйцами. Рейчел, будучи вегетарианкой, сокрушается, что погибли цыплята, и мучается ночными кошмарами. Мужская часть хора во главе с Паком вознамерилась отомстить Джесси, однако Уилл отговаривает их. Вместо этого они исполняют песню «Give Up the Funk», показывая, что они не боятся противостоять «Вокальному адреналину» на региональных.

## Реакция
Эпизод «Funk» посмотрели 9 млн американских телезрителей, что стало самым низким показателем для сериала после зимнего перерыва. В недельном рейтинге эпизод занял 3 место среди подростковой аудитории и одиннадцатое место в целом. Отзывы критиков о серии оказались смешанными. Лиза Респерс Франс из CNN и обозреватель сайта Zap2it Блэр Балдуин оценили эпизод положительно, и нашли музыкальную подборку композиций удачной и в целом необычной для сериала, однако Франс отметил, что исполнение Куинн песни «It’s a Man’s Man’s Man’s World» было, по меньшей мере, «странным». Тодд ВанДерВерфф из The A.V. Club, Тим Стэк из Entertainment Weekly и Джеймс Понивозик из Time отметили, что серия хорошо срежиссирована и удачно связана с остальными, а ВанДерВерфф также добавил, что «Funk» отлично подводит зрителя к ожидаемому финалу сезона. Бобби Хакинсон из Houston Chronicle и Али Семигран из MTV в целом оценили серию положительно, однако уточнили, что потенциала, по сравнению с предыдущими эпизодами второй половины сезона, не хватает.